# کورودا ناگاهیرو
کورودا ناگاهیرو (به ژاپنی: 黒田 長溥 Kuroda Nagahiro); ۱ مارس ۱۸۱۱ – ۷ مارس ۱۸۸۷) سیاست‌مدار اهل ژاپن بود.